# 8316 Волькенштейн
8316 Волькенштейн (8316 Wolkenstein) — астероїд головного поясу, відкритий 24 вересня 1960 року.
Тіссеранів параметр щодо Юпітера — 3,223.
Названо на честь австрійського поета, композитора та дипломата Освальда фон Волькенштейна (нім. Oswald von Wolkenstein, 1377 — 1445).